# Slavik Galstian
Slavik Galstian –en armenio, Սլավիկ Գալստյան– (21 de diciembre de 1996) es un deportista armenio que compite en lucha grecorromana. Ganó una medalla de bronce en el Campeonato Mundial de Lucha de 2019 y una medalla de bronce en el Campeonato Europeo de Lucha de 2021.

## Palmarés internacional
| Campeonato Mundial | Campeonato Mundial     | Campeonato Mundial | Campeonato Mundial |
| Año                | Lugar                  | Medalla            | Categoría          |
| ------------------ | ---------------------- | ------------------ | ------------------ |
| 2019               | Nursultán (Kazajistán) | Medalla de bronce  | 63 kg              |
| Campeonato Europeo |                        |                    |                    |
| Año                | Lugar                  | Medalla            | Categoría          |
| 2021               | Varsovia (Polonia)     | Medalla de bronce  | 67 kg              |